# Haikouichthys
Haikouichthys is een geslacht van uitgestorven chordadieren uit het Vroeg-Cambrium van China, dat 518 miljoen jaar geleden leefde, tijdens de Cambrische explosie van meercellig leven. Fossielen van Haikouichthys zijn onderdeel van de biota van Chengjiang. 
Haikouichthys was een van de eerste gewervelde dieren en had een gedefinieerde schedel en andere kenmerken op grond waarvan paleontologen het als een echte craniaat aanduidden en het in de volksmond zelfs als een van de vroegste vissen beschreven. Het diertje was slechts twee en een halve centimeter lang en daarmee even groot als de menselijke duimnagel. Uit cladistische analyse blijkt dat het dier waarschijnlijk een basale chordaat of een basale craniaat is, maar het heeft onvoldoende kenmerken om onomstotelijk in een van beide stamgroepen te worden opgenomen. Het werd officieel beschreven in 1999. 
Haikouichthys leefde in groepen en hun aantal vormde waarschijnlijk ook hun bescherming. Haikouichthys voedde zich met gewonde dieren, aas en plankton, maar mogelijk ook met wormen. 

## Beschrijving
Haikouichthys is ongeveer 2,5 centimeter lang en is smaller dan Myllokunmingia, een andere vermoedelijke chordaat afkomstig uit dezelfde beddingen. Het holotype van Haikouichthys ercaicunensis werd gevonden in de Yuansshan-afzetting van de Qiongzhusiformatie in de 'Eoredlichia' Zone bij Haikou in Ercaicun, Kunming City, Yunnan, China, vandaar de naam 'Haikou vis uit Ercaicun'. Het fossiel werd gevonden in de Chengjiang-fauna, in een van de lagerstätten waar al duizenden prachtig bewaard gebleven fossielen van zachte lichamen zijn gevonden. Na de ontdekking van het holotype zijn er nog meer fossielen van Haikouichthys ercaicunensis uit het Vroeg-Cambrium gevonden.
Het dier heeft een duidelijke kop en staart. De kop heeft ten minste zes en misschien negen waarschijnlijke kieuwen. Er zijn een aantal segmenten (myomeren) gevonden met naar achteren gerichte chevrons in de staart. Er is een notochorda. Er is een prominente rugvin met vinstralen die lijken op, maar niet vergelijkbaar zijn met die van slijmprikken en lampreien. De vinstralen lijken naar voren te buigen in de richting van het uiteinde waarvan op basis van interne structuren gedacht wordt dat het de kop is. Dit komt voor bij enkele moderne vissen, maar is een ongewone opstelling. Er zijn 13 cirkelvormige structuren langs de onderkant die gonaden, slijmorganen of iets heel anders zouden kunnen voorstellen.